# Regimiento Finlandés de Infantería n.º 200
El Regimiento Finlandés de Infantería nº 200 (en finés: Jalkaväkirykmentti 200, JR 200; en estonio: Jalaväerügement 200, JR 200), conocido por el apodo en finés de Suomen-pojat y en estonio: soomepoisid (“los chicos fineses”) fue una unidad del Ejército finlandés constituida en febrero de 1944, durante la Segunda Guerra Mundial, y formada principalmente por voluntarios estonios para en muchos casos, evitar su incorporación forzosa en unidades militares de la Alemania Nazi. Su lema era "Por la libertad de Finlandia y el honor de Estonia" y estuvo por el mariscal de campo finlandés Carl Gustaf Emil Mannerheim. El regimiento estaba organizado en dos batallones de infantería de cuatro compañías cada uno, una compañía de morteros y otra de zapadores antitanque. En mayo de 1944, contaba con 1.973 estonios y 361 finlandeses, incluyendo 67 oficiales y 165 suboficiales. El JR 200 participó en los combates del verano de 1944 en el frente finlandés, integrado en la 10.ª División apostada en el entorno de la bahía de Viipuri. En agosto de 1944, la retirada de las tropas alemanas de Estonia permitió la constitución de un gobierno provisional estonio que negoció con los finlandeses y los alemanes la repatriación del JR 200 a cambio de una amnistía. Muchos de los voluntarios que retornaron fueron inmediatamente enviados al frente de Tartu para frenar el avance del Ejército Rojo que no obstante, terminaría por entrar en la capital estonia Tallinn en septiembre de 1944.